# Tøjhusgade
Tøjhusgade er en gade på Slotsholmen i København, der går fra Rigsdagsgården til Tøjhusbroen (Prinsens Bro). Gaden ligger med Christiansborg Ridebane på den ene side og Krigsmuseet og Staldmestergården på den anden side. I enden ved Rigsdagsgården ligger der en tværbygning med en gennemkørsel. Gaden blev navngivet i 1825 efter tøjhuset, hvor der blev opbevaret kanoner og andet militært udstyr. Før da var gaden kendt som Bag Slottet, da den var adgangsvej til Christiansborg.

## Historie og bygninger
Tøjhuset blev opført som våbenarsenal for kong Christian 4. i 1604. Den 163 m lange bygning er opført i røde mursten i to etager. Gavlene, der vender ud mod henholdsvis Tøjhusgade og Christians Brygge, blev delvist berappet med puds af J.H. Nebelong i 1862. Oprindeligt blev der opbevaret kanoner i stueetagen og håndvåben på første sal. Allerede fra starten i 1604 blev de danske kongers gamle våben imidlertid også opbevaret i Tøjhuset, og senere fulgte forskelligt krigsbytte. Bygningens funktion som våbenarsenal ophørte i 1838, hvorefter det blev indrettet som museum. Det åbnede for offentligheden i 1857. I 1928 blev det til Tøjhusmuseet, fra 2018 Krigsmuseet.
Ved siden af Krigsmuseet ligger den trefløjede Staldmestergården, der har hovedindgang fra Frederiksholms Kanal, men hvis ene fløj ligger langs med Tøjhusgade. Den blev opført efter tegninger af Wilhelm Friedrich von Platen og Ernst Brandenburger for kong Frederik 4. i 1703-1706. Bygningen er i to etager med valmtag. Siderne domineres af murværket med jævnt fordelte vinduer med båndgesimser foruden nogle få lisener. Bygningen var oprindeligt indrettet som bolig for chefen for Den Kongelige Stald-Etat, der dengang talte hundredvis af heste og et utal af vogne. Bygningen blev fredet i 1918. I dag holder Kirkeministeriet og Børne- og Undervisningsministeriet til i bygningen.
Langs den anden side af gaden ligger Søndre Ridebanefløj, der blev færdiggjort i 1746 af Nicolai Eigtved som en del af Christiansborg Ridebane. Her blev der indrettet stalde, der i øvrigt stadig er i brug. I etagen over staldene indrettedes Hofteatret af Nicolas-Henri Jardin i 1766-1767. Teatret blev indrettet som museum på initiativ af Robert Neiiendam i 1922. Ridebaneanlægget er sammen med løngangsbygningen til Christiansborg Slotskirke og tværbygningerne for enden af Rigsdagsgården de eneste dele af det første Christiansborg, der stadig eksisterer. Slottet selv gik til ved en brand i 1794 og efterfølgeren i 1884, hvorfor det nuværende Christiansborg er det tredje af slagsen.